# Fermentor

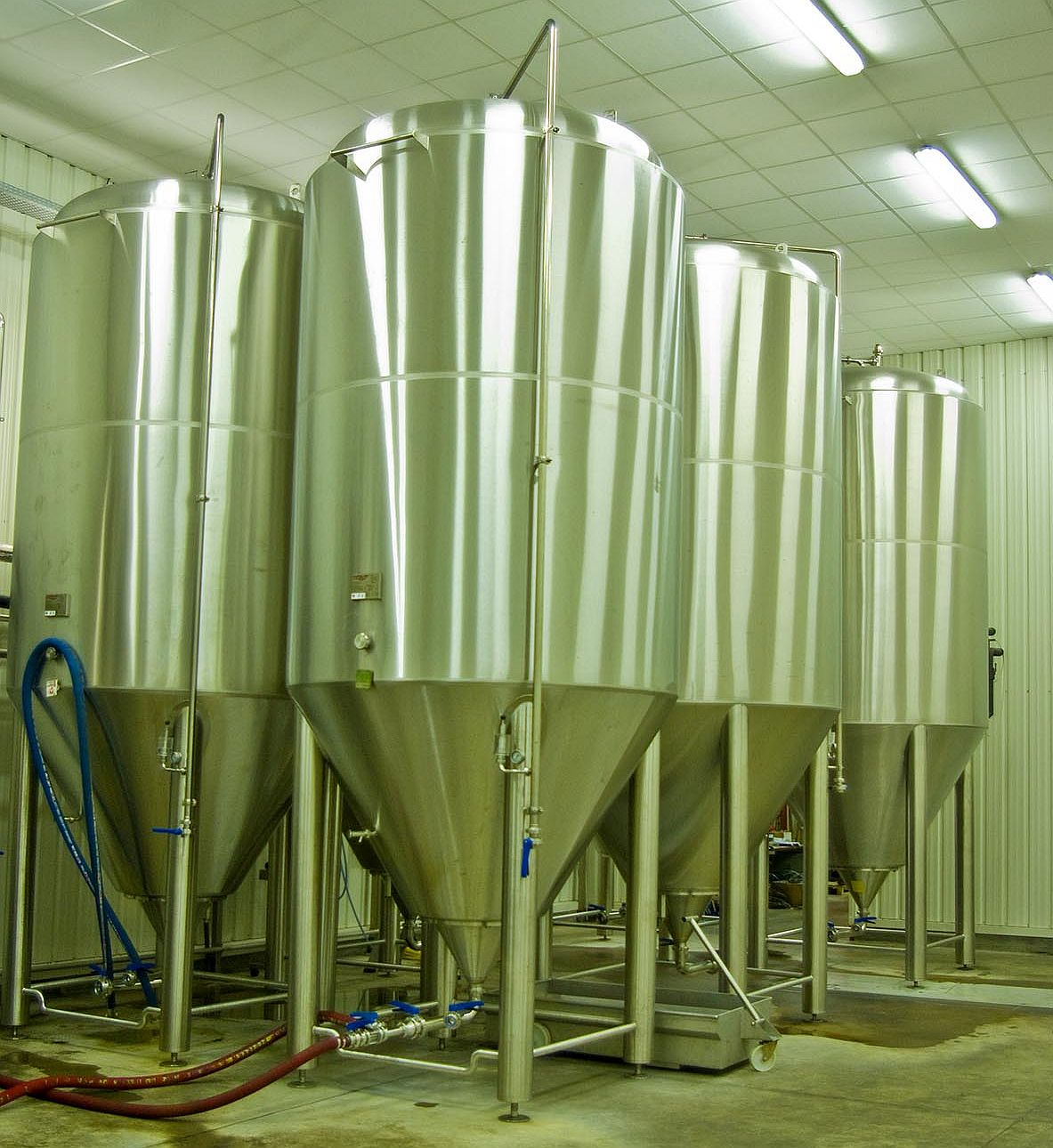
Cylindryczno-stożkowe fermentory przemysłowe

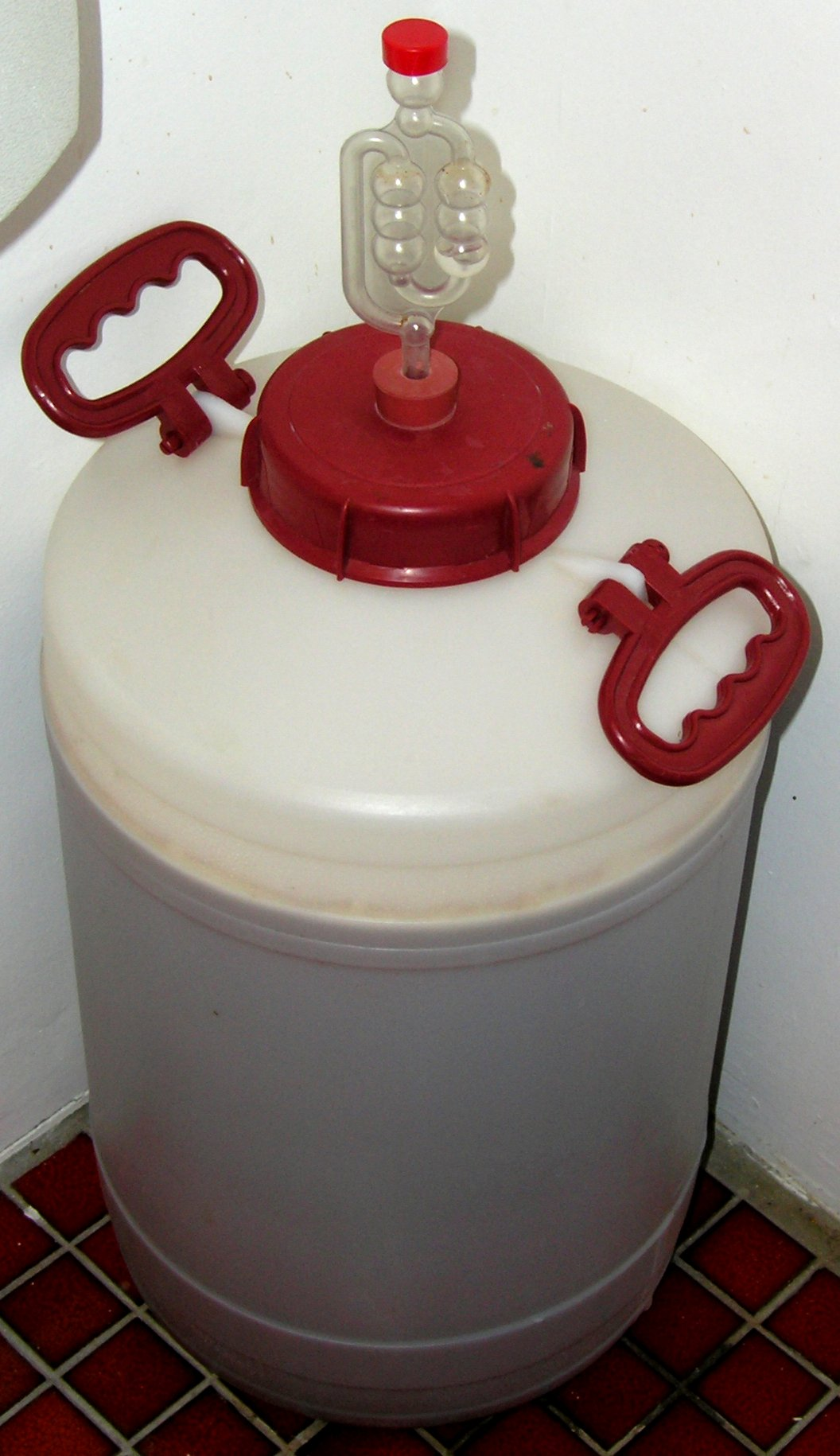
Fermentor stosowany w piwowarstwie domowym

Fermentor - naczynie lub zbiornik, w którym następuje fermentacja piwa. W odróżnieniu od tankofermentorów, w których odbywa się zarówno fermentacja jak i kondycjonowanie piwa, w fermentorach przeprowadza się jedynie proces fermentacji piwa. Jego leżakowanie odbywa się w osobnych tankach leżakowych.